# Bieszczadzka Brygada WOP
Bieszczadzka Brygada Wojsk Ochrony Pogranicza (BiB WOP) – zlikwidowana brygada w strukturze organizacyjnej Wojsk Ochrony Pogranicza pełniąca służbę na granicy polsko-czechosłowackiej i polsko-radzieckiej. 

## Formowanie i zmiany organizacyjne

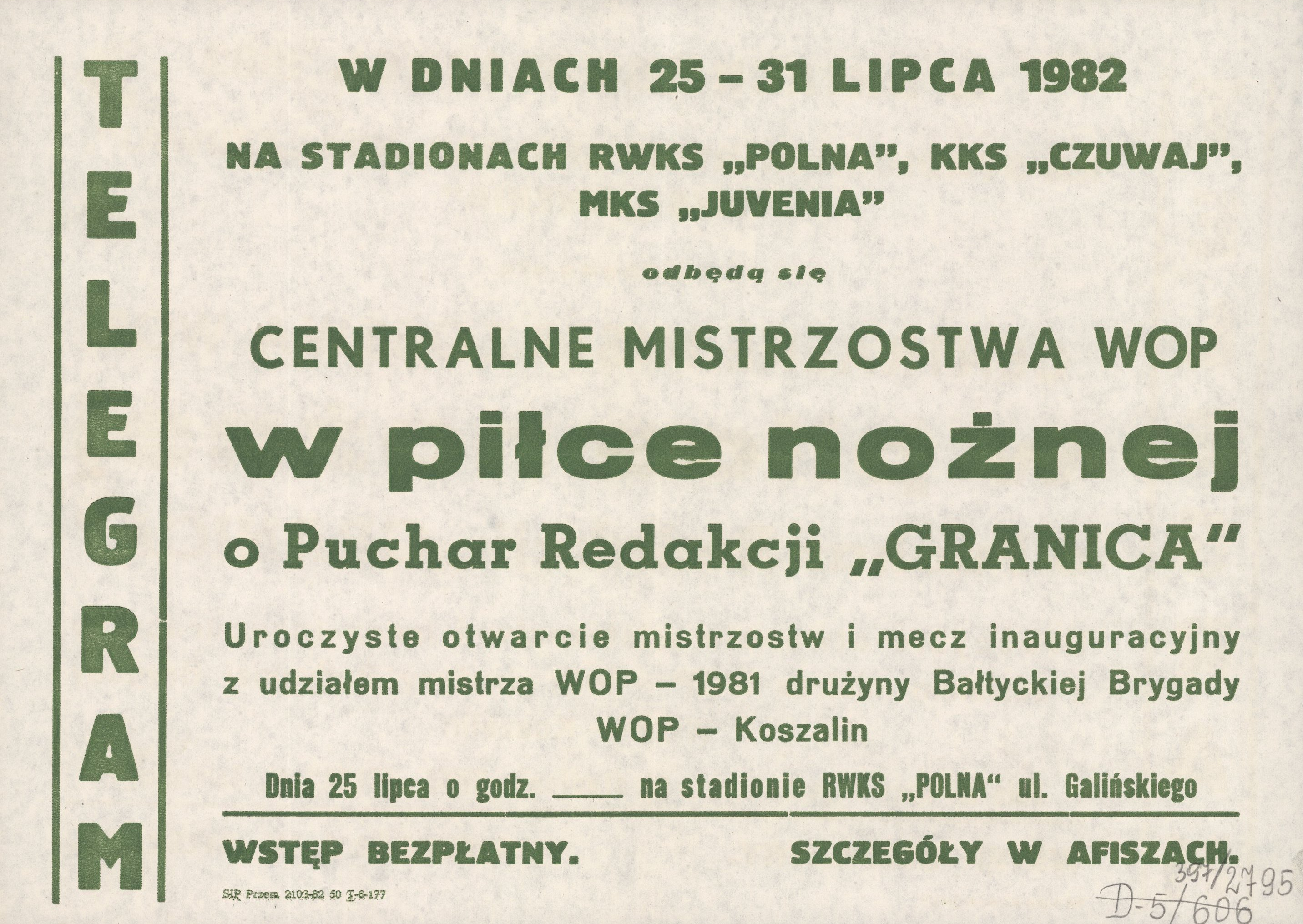
Przemyśl – Afisz. Telegram. W dniach 25-31 lipca 1982 na stadionach RWKS „Polna”, KKS „Czuwaj”, MKS „Juwenia” – Centralne Mistrzostwa WOP w piłce nożnej o Puchar Redakcji „Granica”.

Bieszczadzka Brygada WOP została sformowana w 1976 na bazie 26 Przemyskiego Oddziału WOP na podstawie zarządzenia MSW nr 05/org. z 29 stycznia 1976. Sztab brygady stacjonował w Przemyślu.
W 1989 brygadzie podporządkowano brygadzie Nadbużański Batalion WOP oraz GPK Dorohusk (drogowa, kolejowa).
Bieszczadzka Brygada WOP funkcjonowała do 15 maja 1991.
Zarządzeniem nr 012 Komendanta Głównego Straży Granicznej z 7 maja 1991 w sprawie rozwiązania jednostek WOP oraz utworzenia jednostek organizacyjnych Straży Granicznej Minister Spraw Wewnętrznych polecił z dniem 16 maja 1991 rozwiązać Bieszczadzką Brygadę WOP w Przemyślu istniejącą według etatu nr 44/0139 o stanie osobowym na okres „W” 1510 żołnierzy i 56 pracowników cywilnych oraz na okres „P” 971 żołnierzy i 59 pracowników cywilnych. Na jej bazie powstał oddział Straży Granicznej: Bieszczadzki Oddział Straży Granicznej w Przemyślu. Oddziałowi została przydzielona nazwa związana z regionem, w którym działał.
Zarządzeniem nr 012 Komendanta Głównego Straży Granicznej z 7 maja 1991 w sprawie rozwiązania jednostek WOP oraz utworzenia jednostek organizacyjnych Straży Granicznej Minister Spraw Wewnętrznych polecił z dniem 16 maja 1991 rozwiązać Nadbużański Batalion Graniczny w Chełmie Bieszczadzkiej Brygady WOP istniejący według etatu nr 44/0137 o stanie osobowym na okres „W” 817 żołnierzy i 27 pracowników cywilnych oraz na okres „P” 481 żołnierzy i 26 pracowników cywilnych. Na jego bazie powstał oddział Straży Granicznej: Nadbużański Oddział Straży Granicznej w Chełmie. Oddziałowi została przydzielona nazwa związana z regionem, w którym działał.

## Struktura organizacyjna
- Dowództwo, sztab i pododdziały dowodzenia[b]
- Batalion odwodowy
- Strażnice WOP: Sołotwina, Korczowa, Medyka, Hermanowice, Lutowiska, Krościenko
- Cztery graniczne punkty kontrolne: Medyka (drogowa, kolejowa).

W 1990 skład Bieszczadzkiej Brygady WOP przedstawiał się następująco:
- dowództwo, sztab i pododdziały dowodzenia
- Nadbużański Batalion WOP
- Batalion odwodowy
- Strażnica WOP Włodawa
- Strażnica WOP Dorohusk
- Strażnica WOP Hrubieszów
- Strażnica WOP Dołhobyczów
- Strażnica WOP Lubycza Królewska
- Strażnica WOP Lubaczów
- Strażnica WOP Korczowa
- Strażnica WOP Medyka
- Strażnica WOP Hermanowice
- Strażnica WOP Ustrzyki Dolne
- Strażnica WOP Lutowiska
- Graniczne placówki kontrolne:
  - Dorohusk (drogowa, kolejowa)
  - Medyka (drogowa, kolejowa).

## Sztandar i medal

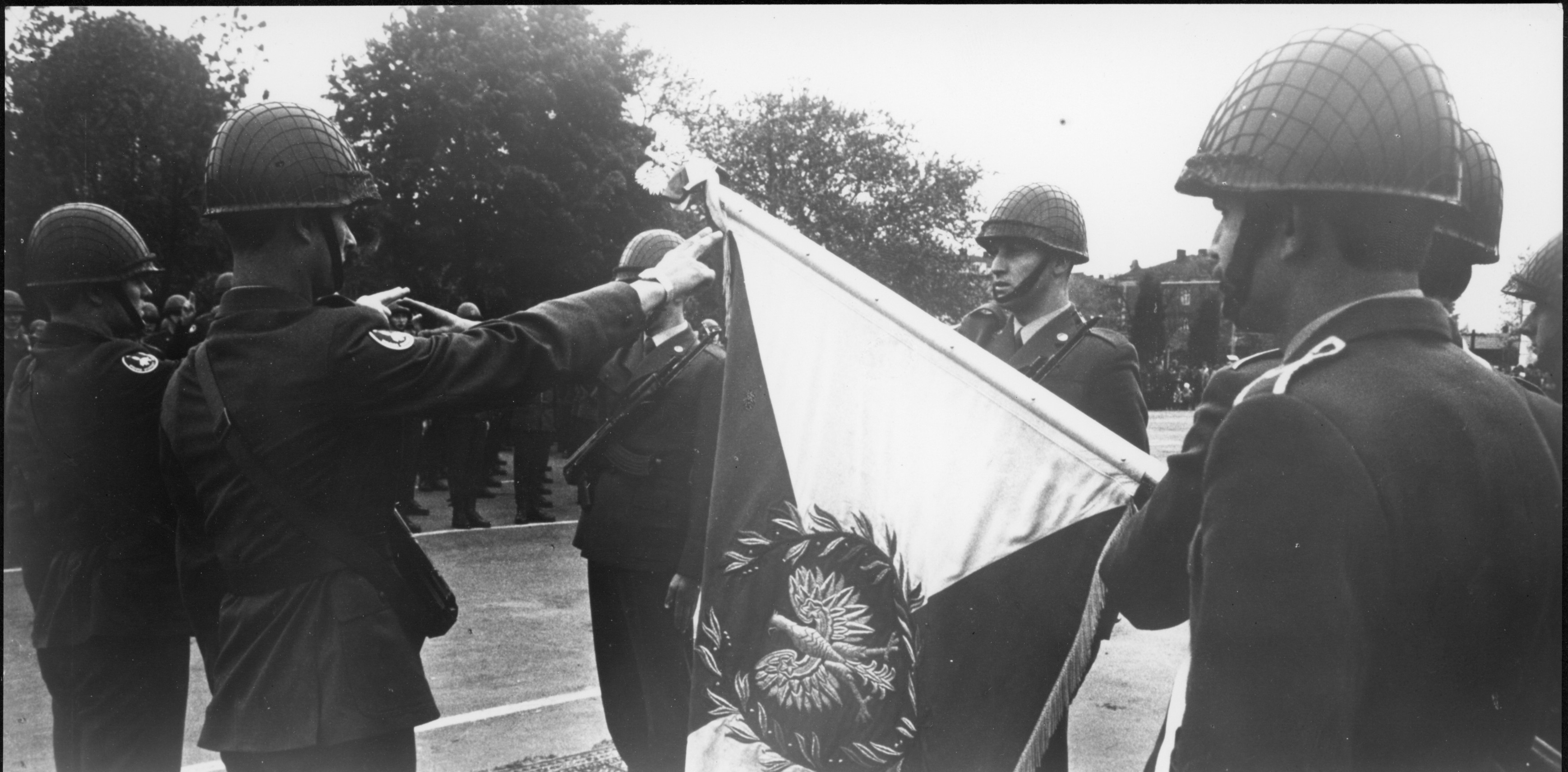
Przysięga w Bieszczadzkiej Brygadzie Wojsk Ochrony Pogranicza w Przemyślu (czerwiec 1987)

17 czerwca 1985 podczas uroczystości odsłonięcia pomnika upamiętniającego zbrodnię w Jasielu na żołnierzach WOP, połączonej z rocznicą 40-lecia WOP, sztandar brygady został odznaczony odznaką „Za zasługi dla województwa krośnieńskiego” oraz odznaką „Zasłużony Bieszczadom”.
W 1985 został wybity medal o treści 40. rocznica powołania Wojsk Ochrony Pogranicza 1945–1985, wydany przez batalion Sanok Bieszczadzkiej Brygady WOP, zaś na jego awersie umieszczono inskrypcję Bohaterska obrona strażnicy WOP Jasiel 20.03.1946.

## Wydarzenia

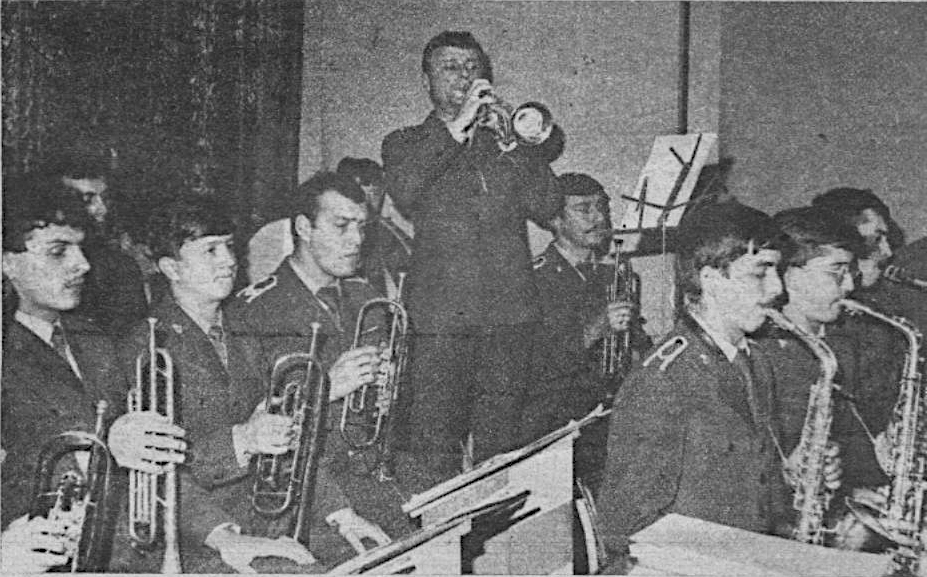
Orkiestra Bieszczadzkiej Brygady WOP (1987)

- 13 grudnia 1981–22 lipca 1983 – (stan wojenny w Polsce), cały wysiłek służb przede wszystkim strażnic i GPK, skierowano na ochronę granicy oraz utrzymanie porządku i bezpieczeństwa w strefie nadgranicznej, współpracując ściśle z organami milicji i Służby Bezpieczeństwa. W strażnicach normę służby granicznej dla żołnierzy podwyższono z 8 do 12 godzin na dobę. Po wprowadzeniu ograniczeń w ruchu granicznym część niewykorzystanej kadry GPK przerzucono do strażnic w celu wspomożenia bezpośredniej ochrony granicy. Patrole wysyłane w teren zostały wzmocnione. Wyeliminowano służby składające się z jednego żołnierza. Ścisłą kontrolą objęto całą strefę nadgraniczną, sięgając niekiedy głębiej. Niektóre szlaki turystyczne zostały zamknięte, a ruch w strefie nadgranicznej został znacznie ograniczony. W stan gotowości były postawione wszystkie pododdziały odwodowe. Dla umocnienia bezpieczeństwa w strefie nadgranicznej organizowano stałe akcje penetracyjne terenu przez wszystkie służby, zwłaszcza lotne patrole na motocyklach lub samochodach osobowo-terenowych. Mimo utrudnionych warunków nie zaprzestano współpracy z ludnością pogranicza[10].

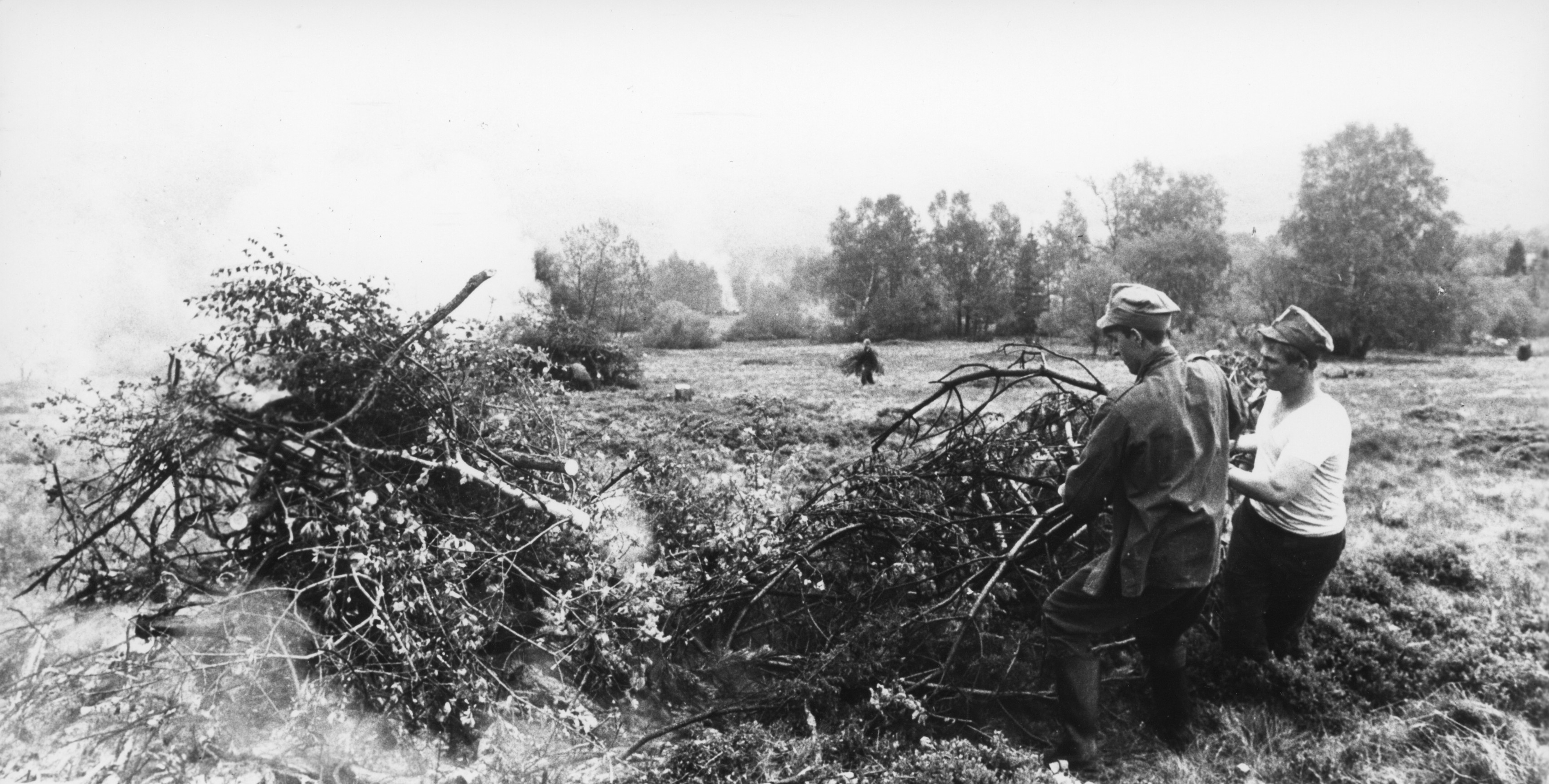
Żołnierze WOP pracujący przy rekultywacji bieszczadzkich nieużytków rolnych na Zgrupowaniu Rekultywacyjnym – WOP 87 (lipiec 1987)

- 1986 – 21 kwietnia–30 września na odcinku Bieszczadzkiej Brygady WOP pod dowództwem mjr. Jerzego Zegadło przy wykorzystaniu kilkuset żołnierzy i sprzętu, zostało zorganizowanie zgrupowanie WOP Łomna „Bieszczady 86” z zadaniem rekultywacji bieszczadzkich nieużytków[d]: a) wycinka drzew i zakrzaczeń – 189,12 ha, b) karczowanie i niwelacja (w tym 79 ha z 1985 r.) – 268,19 ha, c) orka – 343 ha, d) konserwacja urządzeń melioracyjnych na pow. 674 ha, e) pielęgnacja lasów – 36,62 ha. Wykonano do dnia 30.08.1986: a) wycinka drzew i zakrzaczeń – 176 ha, b) karczowanie i niwelacja – 175 ha, c) orka – 194 ha, d) konserwacja urządzeń melioracyjnych na pow. 674 ha, e) pielęgnacja lasów – 38,62 ha. Wykonano do dnia 30.08.1986: a) wycinka drzew i zakrzaczeń – 176 ha, b) karczowanie i niwelacja – 1500 ha, e) pielęgnacja lasów – 38,62 ha[12].

## Oficerowie brygady

### Dowódcy brygady[2]
- płk Edward Korczyński (do 16.10.1978)
- płk Józef Milejski (do 1.11.1984)
- płk Jan Hurynowicz (do 1.10.1986)
- płk Tadeusz Markiewicz (do 20.11.1990)
- płk Jan Łamański (do 15.05.1991).

### Kierownicy sekcji KRG[13]
- kpt. Antoni Zaucha
- por. Antoni Szewczyk
- ppłk Stanisław Grzebyk
- ppłk Ryszard Łapiński.

## Przekształcenia
8 Oddział Ochrony Pogranicza → 8 Rzeszowski Oddział WOP → 15 Brygada Ochrony Pogranicza → 26 Brygada WOP → Grupa Manewrowa WOP Przemyśl «» Samodzielny Oddział Zwiadowczy WOP Przemyśl → 26 Oddział WOP → 26 Przemyski Oddział WOP → Bieszczadzka Brygada WOP → Bieszczadzki Oddział SG